# 한국철도공사법
한국철도공사법(韓國鐵道公社法)은 한국철도공사를 설립하고 운영하기 위해 제정된 법이다. 1989년 12월 30일 법률 제 4192호로 처음 제정되었다가 1996년 1월 1일부로 폐지되었다. 그 후 2003년 12월 31일 법률 제 7052호로 재제정되었다.